# Kościół Świętej Trójcy w Gdańsku
Kościół Świętej Trójcy w Gdańsku – późnogotycka świątynia wzniesiona dla osadzonych w 1419 franciszkanów na terenie Starego Przedmieścia (Lastadii), południowej części historycznego Gdańska. Kościół stanowi część dawnego zespołu klasztornego Braci Mniejszych Konwentualnych, w którego skład wchodzą kaplica św. Anny, dom ryglowy i przylegające do kościoła od strony południowej zabudowania klasztorne z wirydarzem. Po reformacji w 1522 r. założono tu Gdańskie Gimnazjum Akademickie oraz bibliotekę. Po 1872 siedziba Muzeum Miejskiego, obecnie oddział Muzeum Narodowego. Cenne dzieło późnogotyckiej architektury ceglanej, z charakterystycznymi schodkowymi szczytami elewacji korpusu nawowego i prezbiterium i niewielkimi wieżyczkami kontrastującymi z masywną bryłą kościoła.

## Dzieje

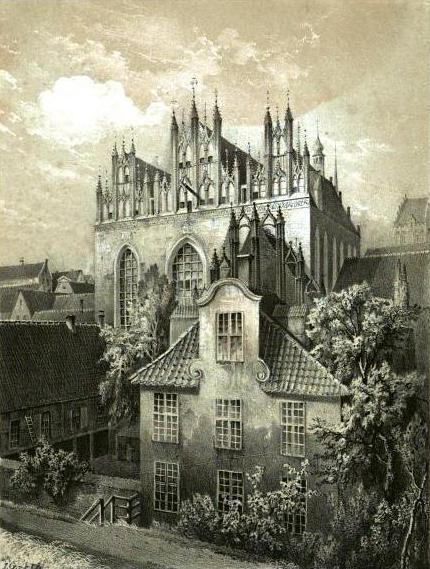
Dawny widok

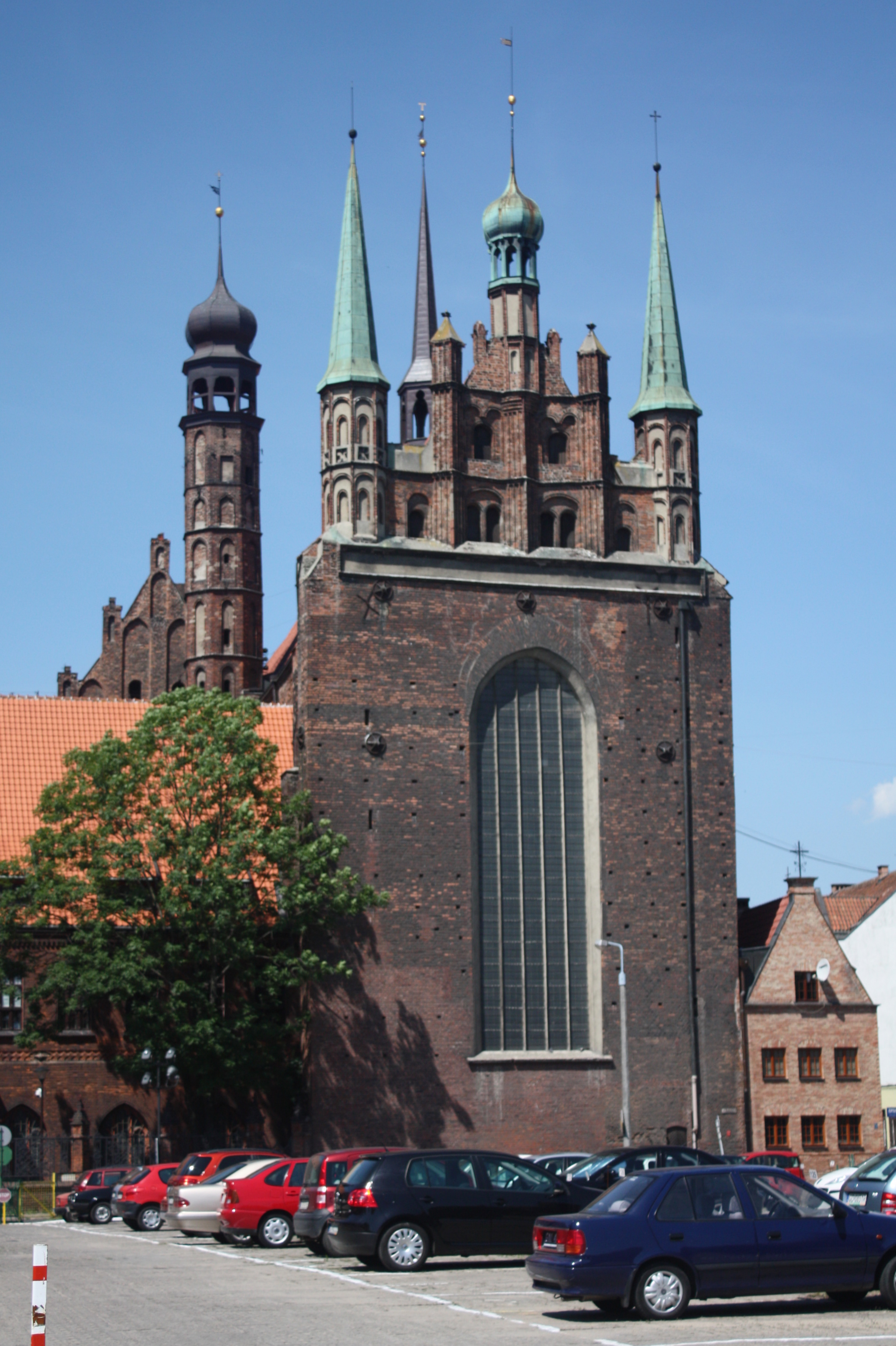
Widok na kościół od strony wschodniej

Na mocy przywileju papieża Marcina V dnia 9 października 1419 do Gdańska sprowadzono franciszkanów, dla których na terenie dzielnicy Lastadia powstał konwent. Kościół wzniesiono w latach 1422–1433 stanowiący rdzeń obecnego prezbiterium. W 1484 podjęto rozbudowę świątyni. Do 1495 roku przebudowano prezbiterium, następnie powstał trójnawowy, halowy korpus nawowy. W 1503 roku zawaliła się nawa północna. Do 1514 trwały prace budowlane prowadzone przez budowniczych franciszkańskich z południowych Niemiec. Po 1480 do klasztoru dobudowana została kaplica św. Anny, którą w 1 ćw. XVI wieku podwyższono. W wyniku reformacji i dominacji luteranizmu w Gdańsku, w 1556 podupadły klasztor został przekazany miastu z przeznaczeniem na szkołę teologiczną. Kaplica św. Anny stała się miejscem nabożeństw w języku polskim. W klasztorze swoje siedziby miały Gdańskie Gimnazjum Akademickie oraz pierwsza gdańska biblioteka. W XVII wieku od strony zachodniej dobudowano przy kościele zachowany do dziś dom o konstrukcji szkieletowej z nadwieszoną od strony ul. św. Trójcy galerią. W XIX wieku przebudowano zabudowania klasztorne, które zaadaptowano w 1872 na Muzeum Miejskie. Po 1945 franciszkanie uzyskali kościół od władz PRL, który został poważnie zniszczony podczas ostatniej wojny. Szczęśliwie ocalały część nawowa i wszystkie szczyty wieńczące elewacje zachodnią i wschodnią. Klasztor odbudowano do 1956, gdzie powstało Muzeum Pomorskie (obecnie jeden z kilku oddziałów gdańskiego Muzeum Narodowego), w którym prezentowane są bogata kolekcja malarstwa gdańskiego, niderlandzkiego (m.in. Sąd Ostateczny Hansa Memlinga) oraz cenne zbiory rzeźby gotyckiej i rzemiosła artystycznego. Do lat 50. odbudowano korpus nawowy, natomiast prezbiterium, początkowo zamurowane od reszty kościoła odbudowano w latach 90. W 2003 otwarto prezbiterium z oryginalną przegrodą chórową, jedną z niewielu zachowanych w Polsce. Trzy lata później odbudowano wieżę północną, zaś w 2009 wieżyczkę na sygnaturkę na dachu prezbiterium. W międzyczasie dokonano remontów i konserwacji dachów, sklepień i części wystroju wnętrza.
W l. 2008–2018 kosztem 600 tys. zł przeprowadzono odbudowę XVIII-wiecznego prospektu organowego, wykonanego przez organmistrza Kristiana Wegscheidera z Drezna. Organy wybudował mistrz Balzer Sturmer z Malborka w 1568 roku. Wielokrotnie przebudowane, m.in. przez Martena Friese w latach 1616–1618, a ostatnio w 1914. W czasie drugiej wojny światowej zostały rozebrane i wywiezione do żuławskiej wsi Lichnowy, skąd po 1945 powróciły, lecz nie zostały zamontowane z powodu zniszczeń instrumentu i świątyni; ich elementy były przechowywane w skrzyniach i workach na poddaszu kościoła. Pełna odbudowa i oddanie do użytku miały miejsce 3 czerwca 2018 roku.
W 2014 w czasie prac archeologicznych odkryto oryginalne szyby z XV w., a ponadto przebadano znajdujące się w południowej nawie świątyni krypty rodzinne patrycjuszowskich rodów Hardersów oraz Offenbergów.

## Architektura

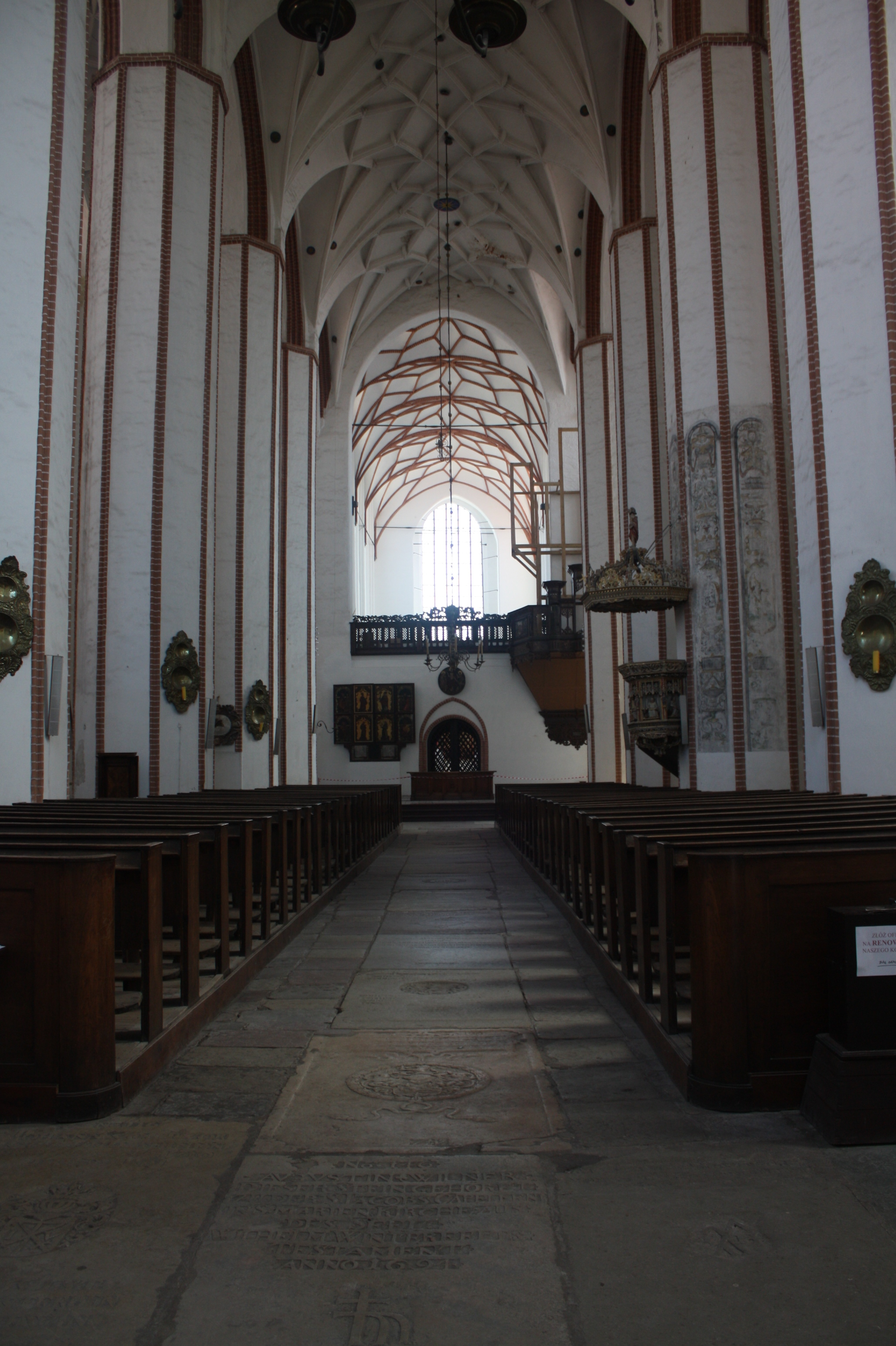
Widok wnętrza w kierunku wschodnim

Kościół jest trójnawową halą z prezbiterium zamkniętym prostokątnie i kaplicą św. Anny od strony zachodniej. Pięcioprzęsłowe prezbiterium ma plan nieregularnego prostokąta, co jest wynikiem nieregularności w rozplanowaniu poszczególnych przęseł; jedynie szerokość całego prezbiterium jest taka sama, co więcej odpowiada szerokości nawy głównej. Halowy korpus nawowy o trzech nawach składa się z sześciu przęseł. Po obu stronach, od zewnątrz naw bocznych przylegają wąskie kaplice. Analogicznie jak w pozostałych kościołach Gdańska przypory zostały wciągnięte do wnętrza, a ściany murów obwodowych są na zewnątrz gładkie, dlatego też przestrzeń pomiędzy murami obwodowymi i nawami bocznymi wypełniają kaplice.
Wnętrze kościoła nakryte jest sklepieniem łączącym formy sklepień gwiaździstego i sieciowego wspartym na przylegających do lizen kroksztynowych wspornikach (prezbiterium) oraz na filarach międzynawowych i przyporach wewnętrznych (korpus nawowy). Sklepienia pełnią rolę nie tylko konstrukcyjną ale tworzą dekorację wystroju wnętrza, dlatego w poszczególnych częściach świątyni zróżnicowano formę sklepień; w nawie głównej niektóre żebra przecinają punkty stykowe. Ośmioboczne w planie filary o podkreślonych cegłą narożach dźwigają profilowane arkady międzynawowe. Do prezbiterium przechodzi się przez wysoką pochodzącą z 1493 r. przegrodę chórową z nabudowaną przy niej emporą chóru muzycznego.
Na zewnątrz elewacje są gładkie, przeprute wielkimi ostrołukowymi oknami. W części prezbiterium elewacje są częściowo oszkarpowane. Ponad zwieńczoną gzymsem koroną ścian wschodnie elewacje prezbiterium oraz wschodnie (nawy boczne) i zachodnie korpusu nawowego zwieńczone są szczytami o bogatej i zróżnicowanej dekoracji architektonicznej. Ponad trójokienną ścianą fasady zachodniej z fryzem maswerkowym wznoszą się trzy połączone ze sobą szczyty z profilowanymi sterczynami i przeplatającymi się laskowaniami tworzącymi schodkowy układ. Powyżej dachów naw dekoracja szczytów jest ażurowa. Szczyt wschodni prezbiterium zdobią trzy ośmioboczne wieżyczki (dwie narożne i jedna na osi) oraz wypełniają blendy oddzielone profilowanymi sterczynami. Przy narożniku wschodniej ściany nawy południowej i północnej prezbiterium wznosi się smukła wieżyczka na planie czworoboku, w najwyższych kondygnacjach na planie ośmioboku z barokową latarnią i cebulastym hełmem. Na dachu prezbiterium sześcioboczna w planie wieżyczka na sygnaturkę zwieńczona ostrosłupowym hełmem.

## Wystrój wnętrza

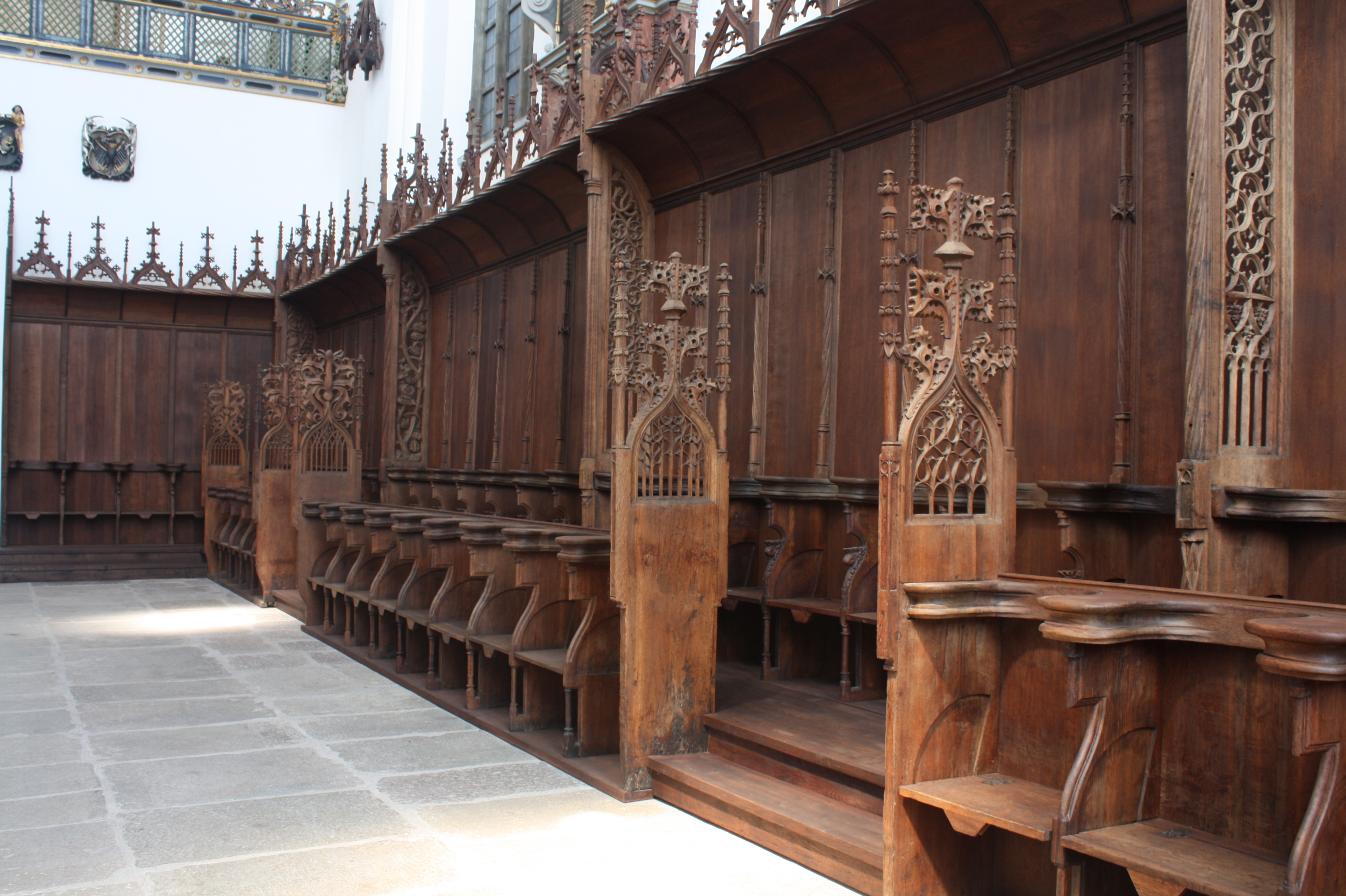
Gotyckie stalle

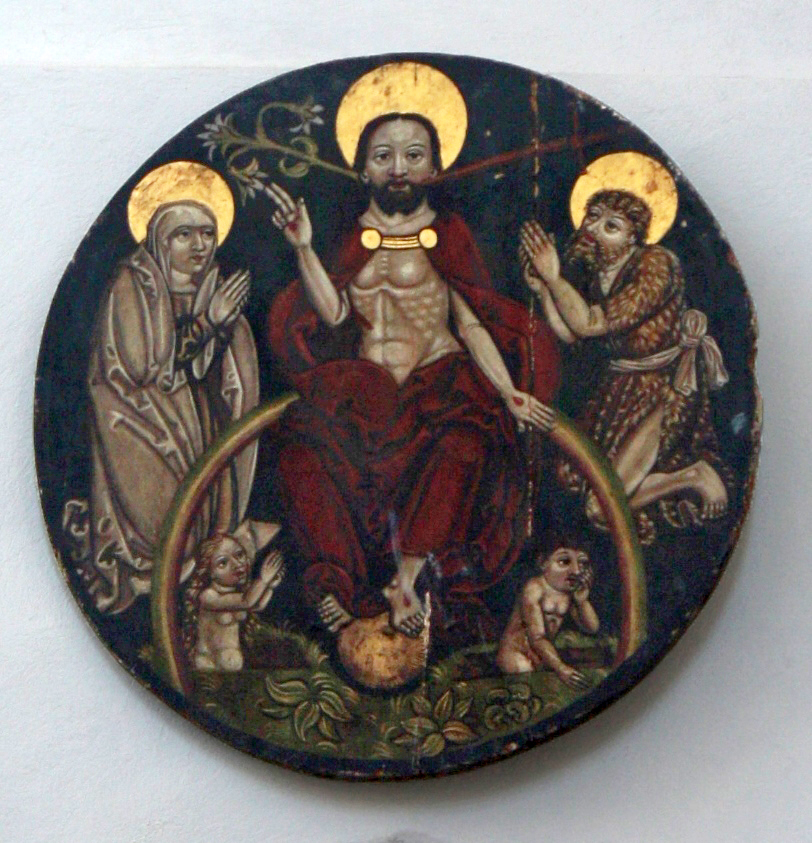
Tondo z przedstawieniem Sądu Ostatecznego

Pomimo zawieruchy wojennej (w wyniku której zaginął m.in. dawny barokowy ołtarz główny) kościół zachował szereg cennych dzieł ruchomych z XV-XVIII w. Przy ścianach prezbiterium usytuowany jest znacznie zachowany zespół drewnianych stalli zakonników z 1507–1511 z dekoracjami roślinną i ornamentalną na przegrodach zaplecków. Na wschodniej ścianie nawy południowej wisi późnogotycki krucyfiks z ok. 1500, pierwotnie zawieszony na belce tęczowej. Ponadto dwa retabula ołtarzowe w formie tryptyków; w prezbiterium z przedstawieniem Drzewa Jessego w korpusie oraz scenami maryjnymi na skrzydłach oraz tryptyk z malowanymi kwaterami przedstawiającymi świętych i królów starotestamentowych. Późnogotycki korpus ambony został uzupełniony w XVII w. figurkami Ewangelistów, z tegoż stulecia pochodzi baldachim.
Z czasów nowożytnych zachował się zespół dzieł malarstwa i rzeźby, m.in. obraz Naigrywanie Chrystusa z XVIII w.; epitafia Martina Ravenvalta ze sceną Koronowania Cierniem; syna Mikołaja Harnisha rajcy warszawskiego z obrazem Zmartwychwstanie Pańskie; Henryka Mollera rektora Gimnazjum Akademickiego z obrazem Błogosławieństwo dzieci przez Jezusa i rzeźbami przedstawiającymi cnoty oraz marmurowe epitafium obrazowe Jana Bernarda Bonifacio, markiza d'Oria, współzałożyciela Biblioteki Rady Miasta, dzieło przypisywane Abrahamowi van den Blocke.
We wschodniej części kościoła umieszczone są organy zbudowane przez organmistrza Mertena Friese w latach 1616–1618. Obecny, wielokrotnie przebudowywany instrument pochodzi z rekonstrukcji przeprowadzonej w latach 2008–2018.

## Kaplica świętej Anny

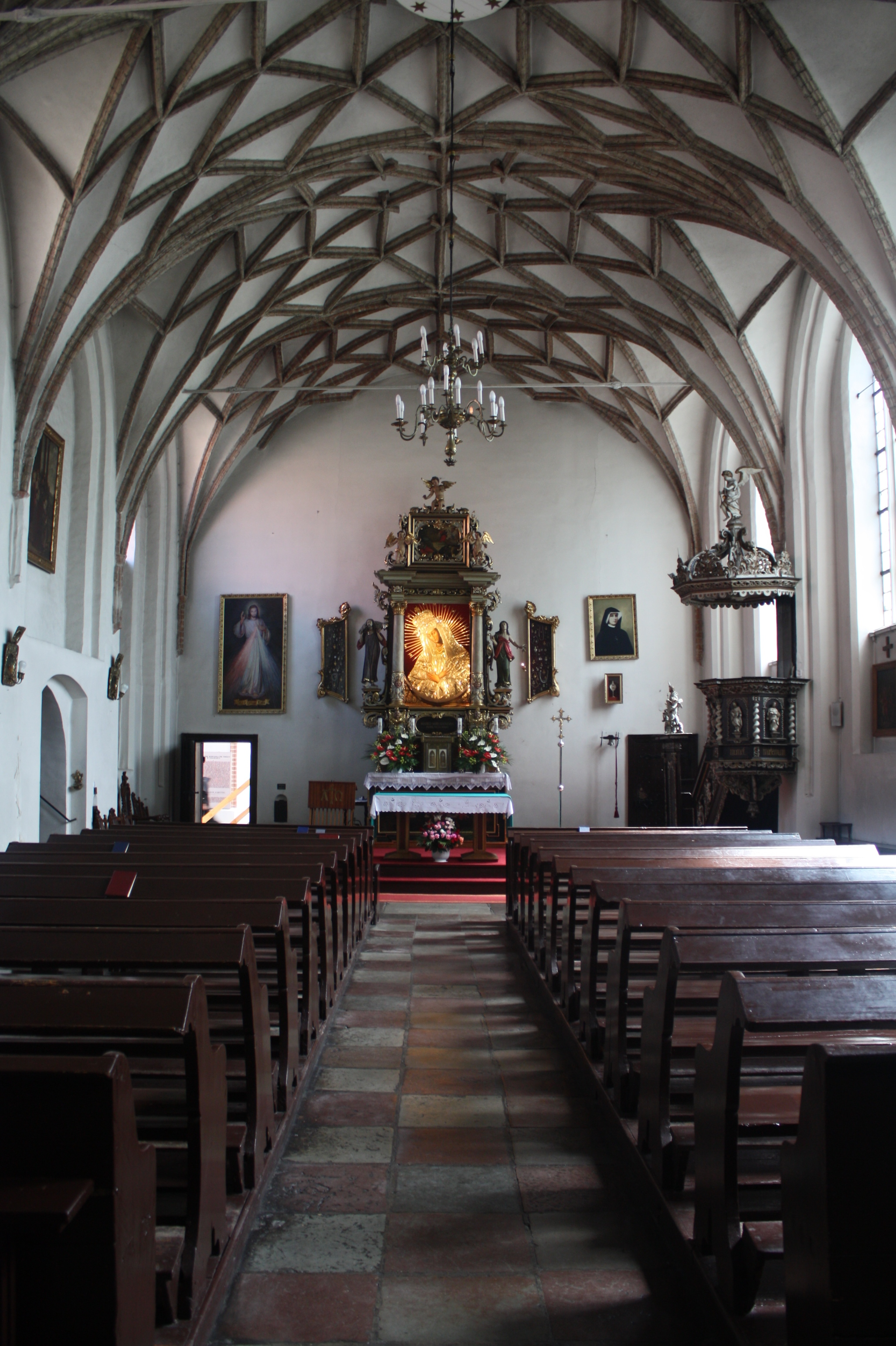
Wnętrze kaplicy świętej Anny

Do południowo-zachodniego narożnika korpusu nawowego przylega kaplica św. Anny, powstała po 1480 na planie nieregularnego prostokąta, jednonawowa, o pięciu przęsłach. Elewację zachodnią zdobi szczyt schodkowy z prostokątnymi i ostrołukowymi blendami, wimpergami i wielobocznymi sterczynami. Wraz z elewacją zachodnią kościoła dekoracja kaplicy tworzy malowniczą całość. Wnętrze nakryte gęsto żebrowanym sklepieniem sieciowym zdobi barokowy wystrój z XVII-XVIII w., składający się m.in. z: ołtarza głównego, chóru muzycznego i ambony. Równolegle do kaplicy do przeciwległego naroża dostawiono piętrowy dom o konstrukcji ryglowej, połączony z kościołem od strony zachodniej murem parawanowym tworzącym wewnętrzny dziedziniec.

## Galeria zdjęć

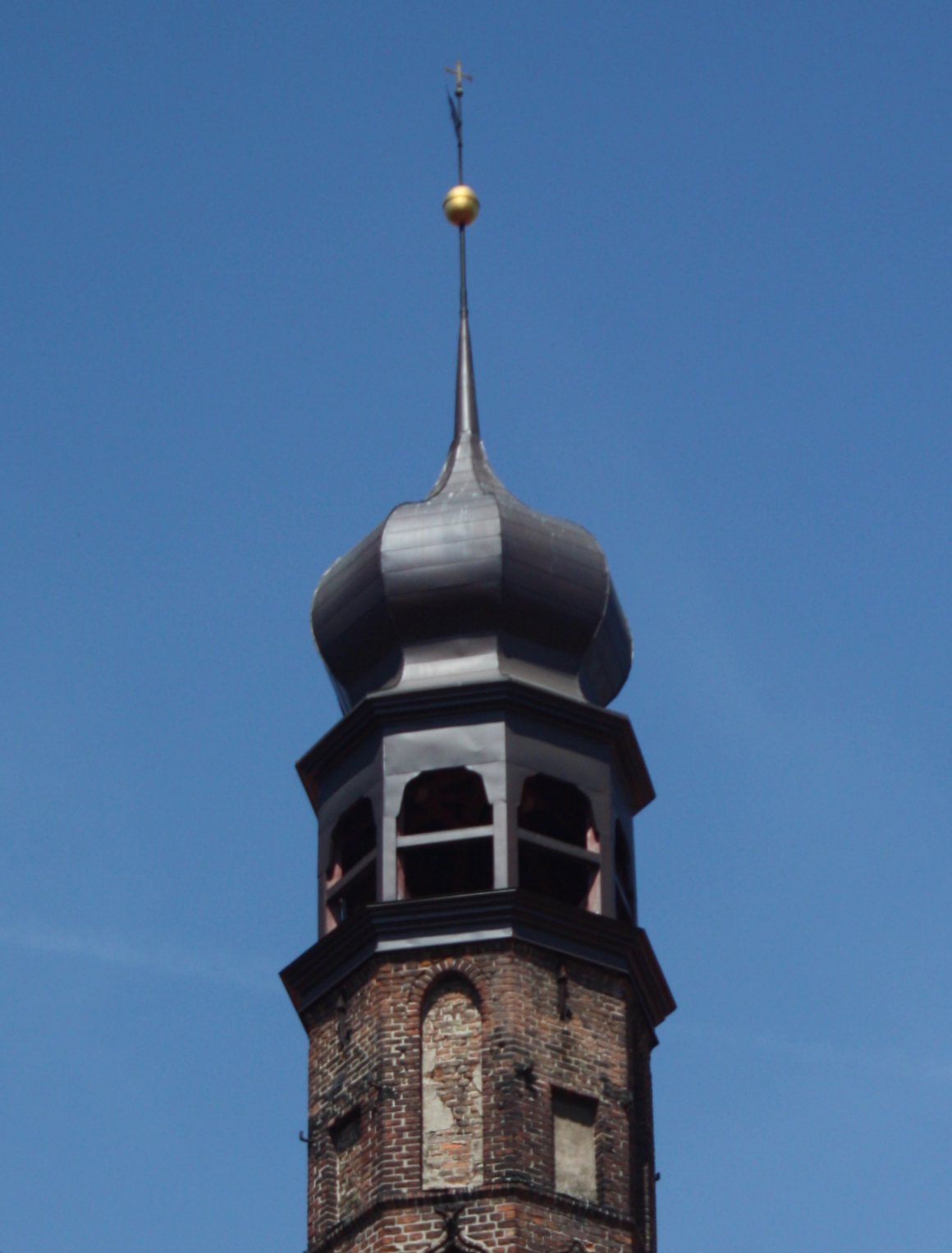
Odbudowana wieżyczka
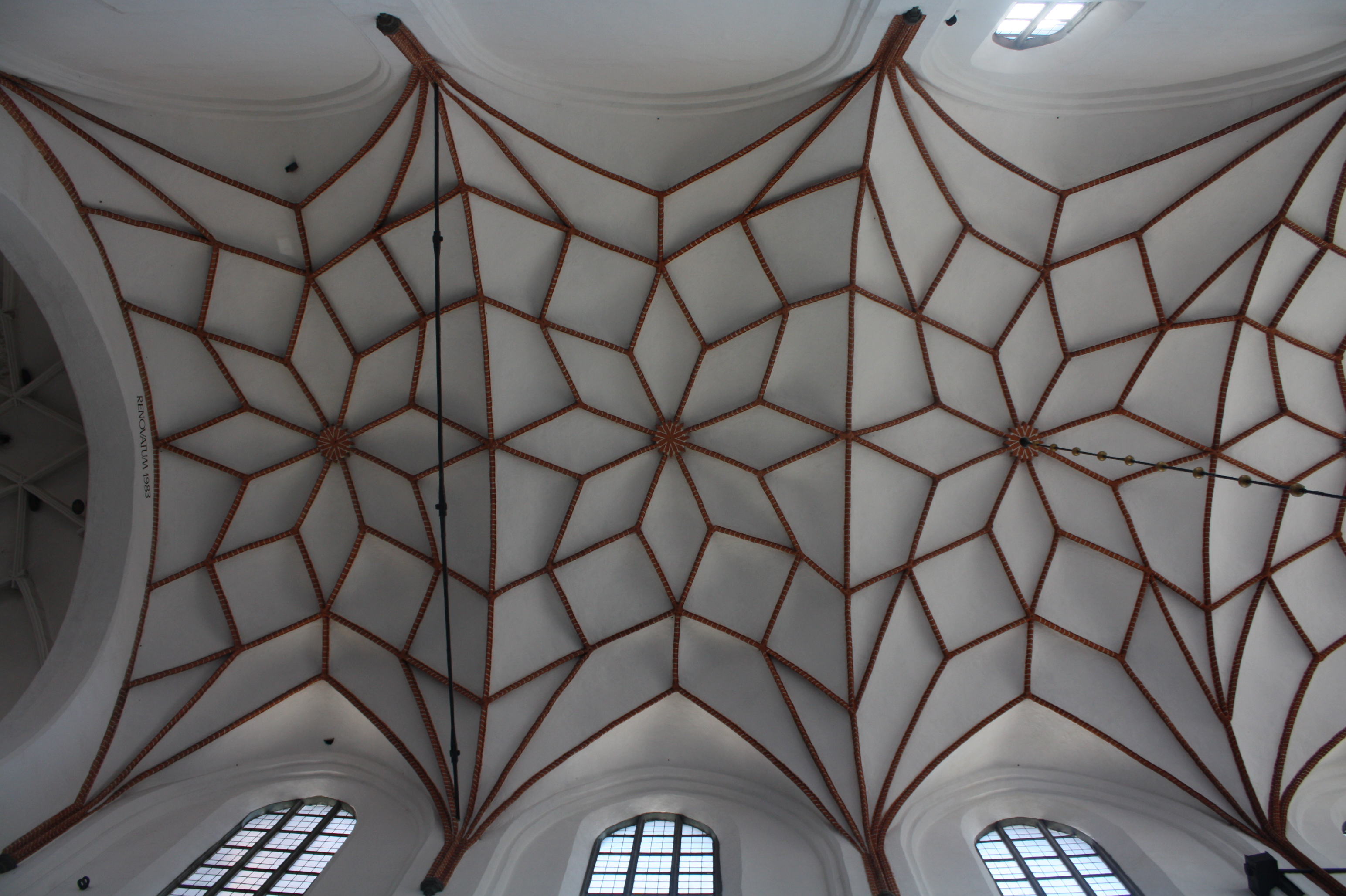
Sklepienia prezbiterium
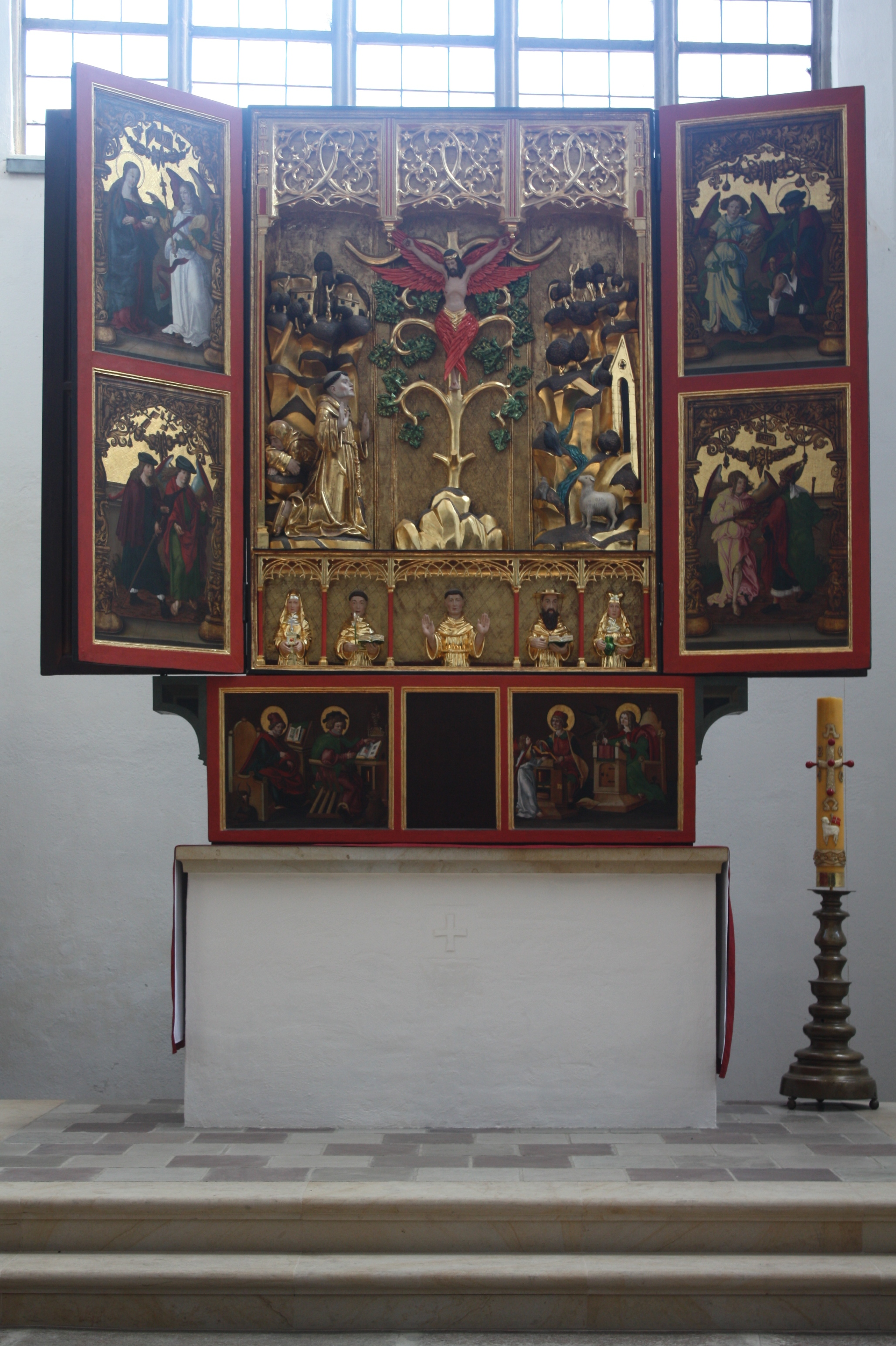
Ołtarz główny
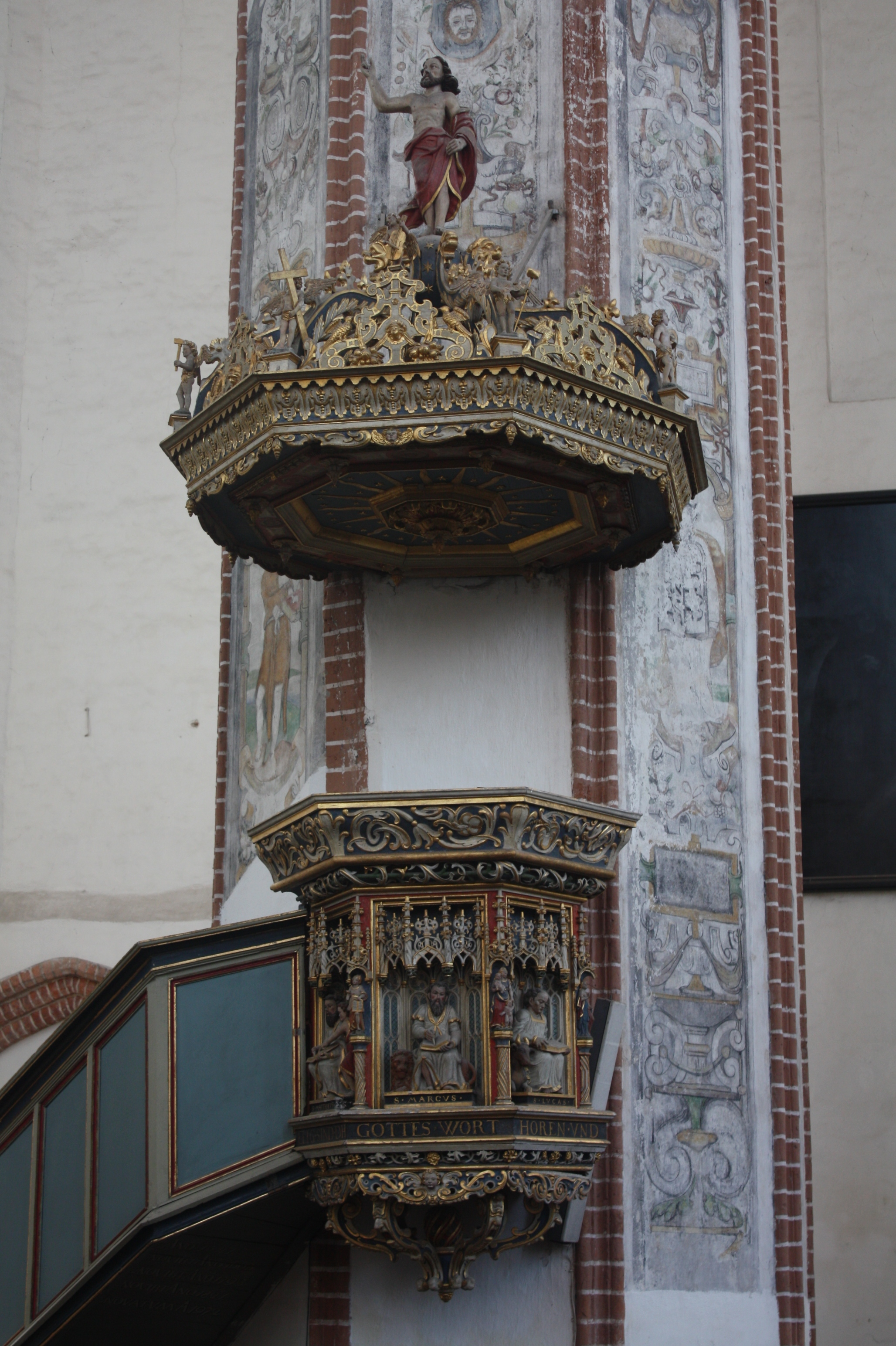
Ambona
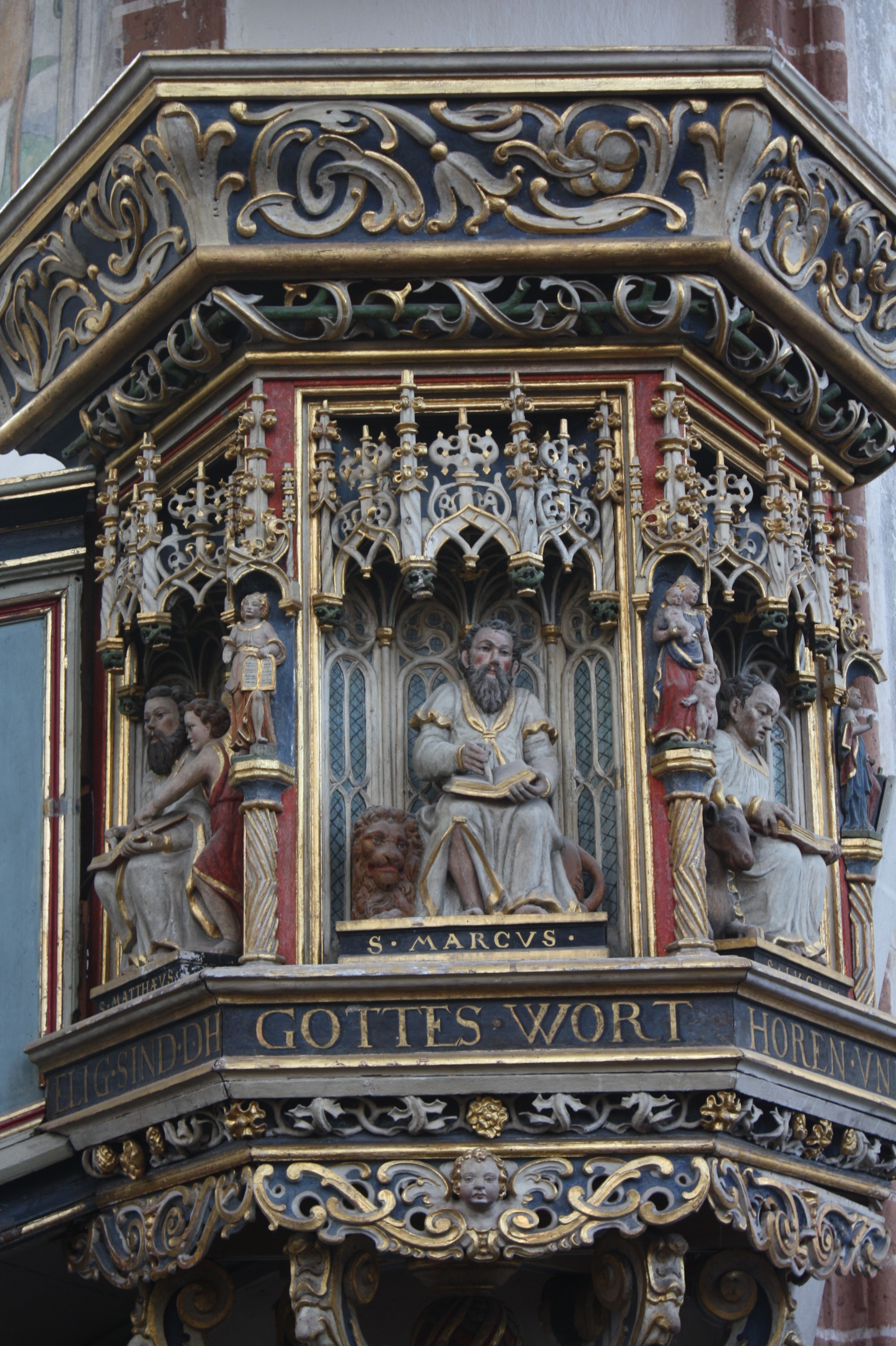
Fragment ambony
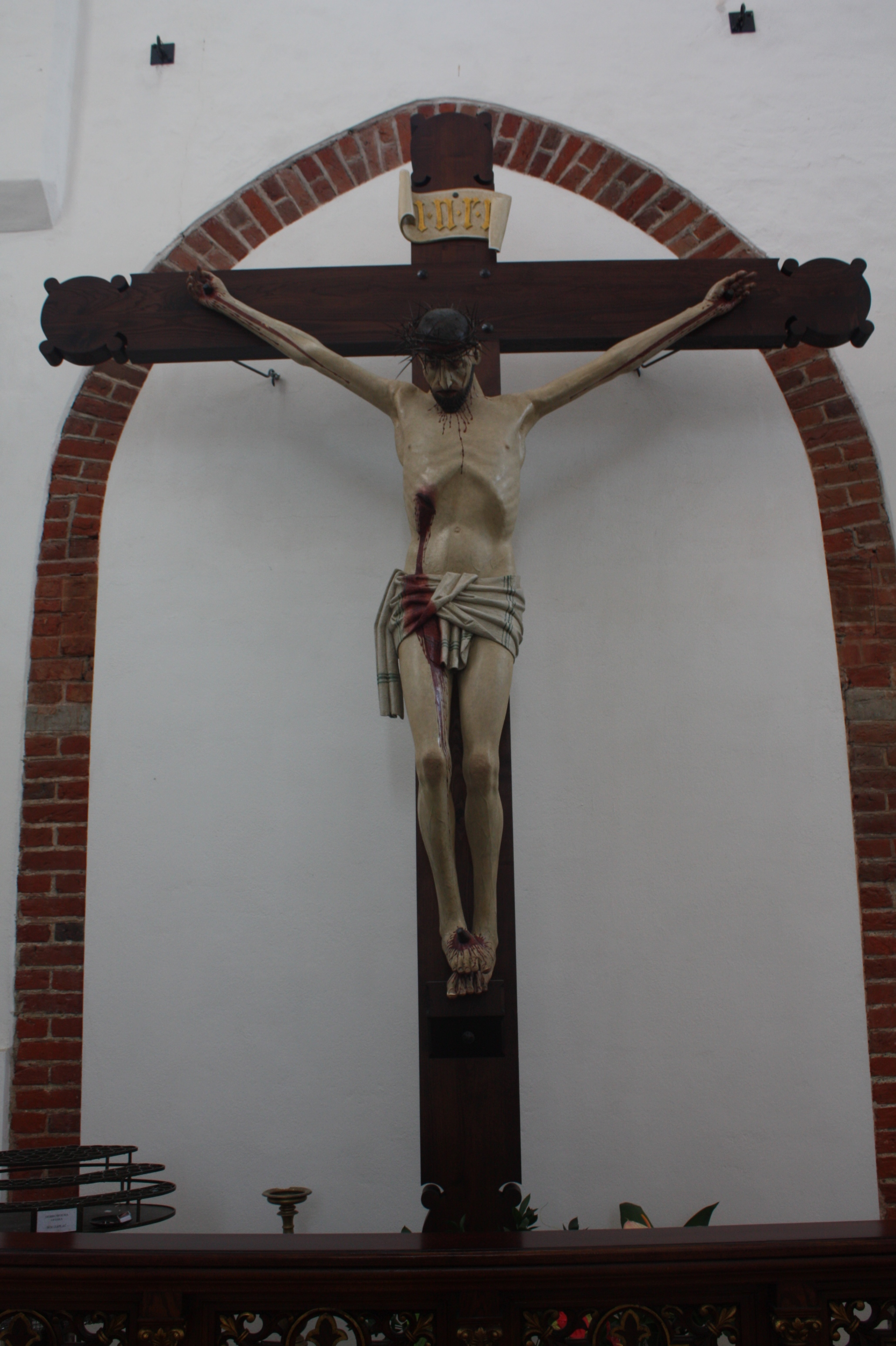
Późnogotycki krucyfiks
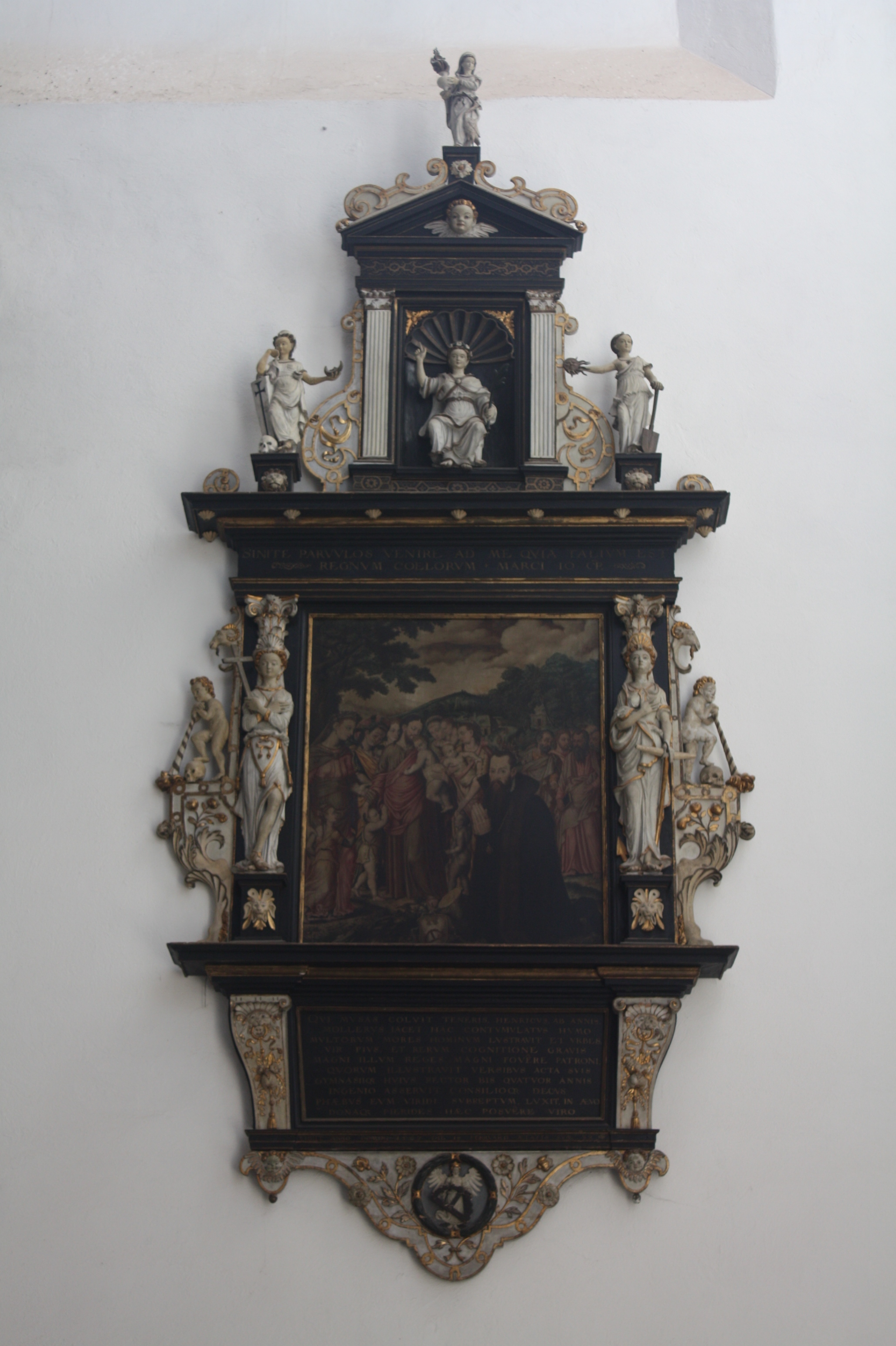
Epitafium Henryka Mollera
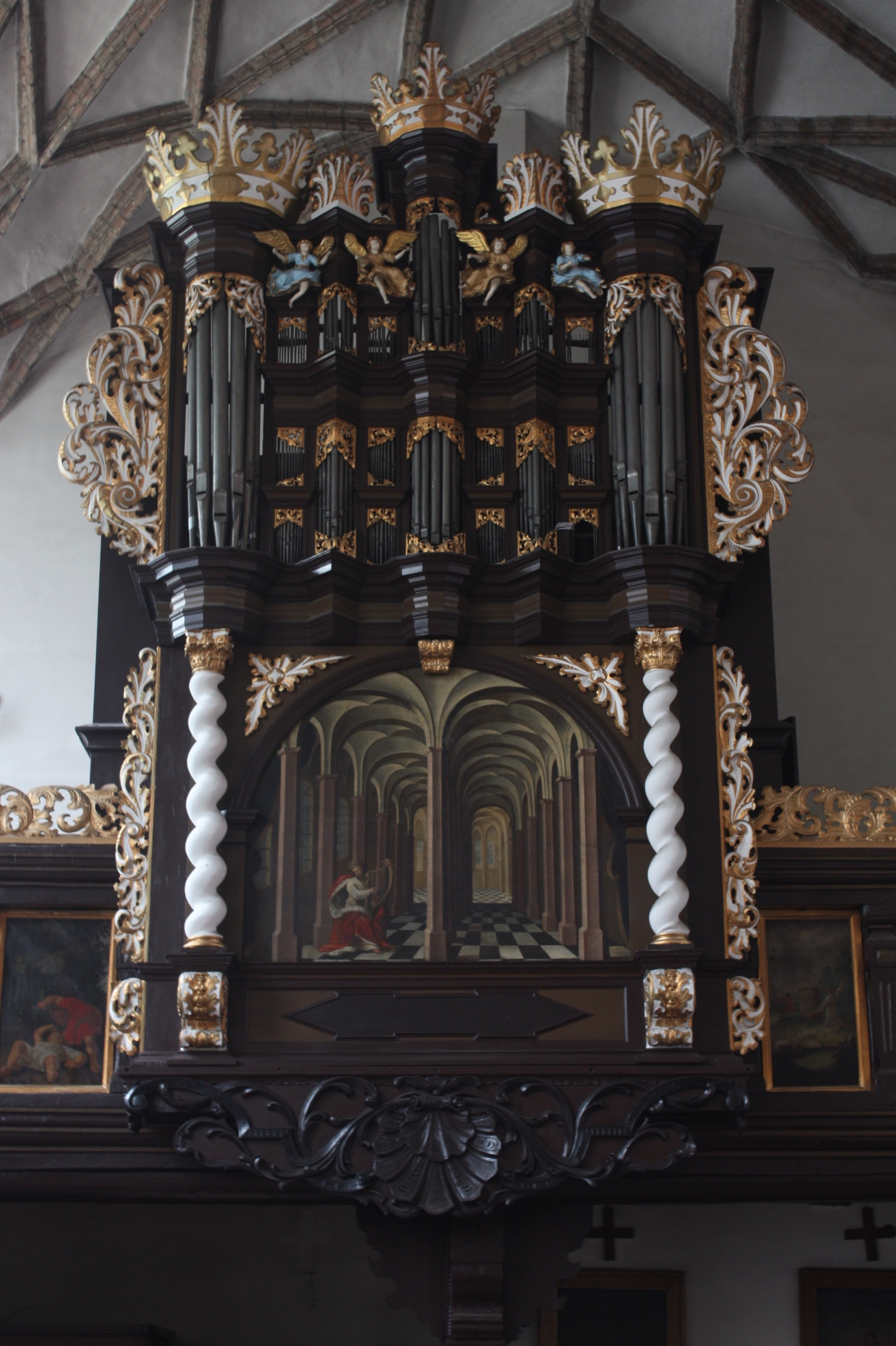
Organy w kaplicy św. Anny